# Pteralopex anceps
Pteralopex anceps es una especie de murciélago de la familia Pteropodidae. 

## Distribución geográfica
Se encuentra sólo en las islas de Bougainville y Choiseul en el archipiélago de las islas Salomón (Melanesia). 

## Estado de conservación
Se encuentra amenazada de extinción por la pérdida de su hábitat natural y las perturbaciones humanas.